# Jean Carnahan
Pour les articles homonymes, voir Carnahan.
Jean Carnahan, née le 20 décembre 1933 à Washington D.C. et morte le 30 janvier 2024 à Creve Coeur (Missouri), est une femme politique et écrivaine américaine, membre du Parti démocrate et sénatrice junior du Missouri de 2001 à 2002.

## Biographie

### Origines et famille
Jean Anne Carpenter naît le 20 décembre 1933 à Washington, d'un père plombier et d'une mère coiffeuse. À 15 ans, elle rencontre son futur époux, Mel Carnahan, à l'église d'Anacostia (un quartier de Washington). Ils fréquentent également le même lycée. En 1953, ils se marient. Elle obtient un BA en affaires et administration publique à l'université George Washington deux ans plus tard. Elle désire devenir écrivain mais se consacre à l'éducation de ses enfants : Roger, Russ (futur représentant), Robin (future secrétaire d'État du Missouri) et Tom. Toutefois, elle participe aux campagnes électorales de son mari et écrit certains de ses discours.
En 1993, son mari devient gouverneur démocrate du Missouri. En tant que Première dame, elle s'implique notamment en faveur de la protection des enfants.

### Sénatrice des États-Unis
Son époux, Mel Carnahan, se lance dans une campagne pour le poste de sénateur du Missouri. Cependant, trois semaines avant les élections, il meurt dans un accident d'avion sur le trajet d'un meeting à New Madrid. Elle perd également son fils, Roger, qui pilotait l'avion. Avant le drame, l'élection était considérée comme serrée, avec une légère avance pour le démocrate.
Selon la loi électorale du Missouri, lors de l'accident, il est trop tard pour retirer les bulletins au nom de son mari. Certains prédisent désormais une victoire du sénateur républicain sortant par défaut. Les démocrates savent que si Mel Carnahan est élu, alors le gouverneur démocrate de l'État devra nommer un remplaçant pour deux ans. Le nom de la fille du couple, Robin, est évoqué. Finalement, le gouverneur Roger B. Wilson propose de nommer Jean Carnahan sénatrice si son défunt mari venait à être élu ; elle accepte cette proposition.
Des sondages montrent qu'elle peut battre le républicain John Ashcroft. 750 000 courriers sont envoyés pour inciter les électeurs à voter pour Carnahan malgré son décès. Le jour de l'élection, le bulletin au nom de Carnahan l'emporte sur le sénateur républicain sortant, par 48 960 voix d'avance (sur un total de 2,4 millions). Pour la première fois de l'histoire des États-Unis, un candidat au Sénat est élu à titre posthume (cela était déjà arrivé pour la Chambre des représentants). En décembre, elle est nommée pour occuper le mandat de son mari jusqu'à la tenue d'une élection partielle. Elle devient la première femme à représenter le Missouri au Sénat. Ce n'est pas la première fois qu'une femme remplace son mari décédé au Congrès ; il s'agit même d'une certaine tradition aux États-Unis.
Contrairement à la majorité des nouveaux sénateurs, Jean Carnahan ne siège pas dans une mais deux des cinq principales commissions sénatoriales : celles du commerce et des forces armées. Les stratèges du parti savent qu'elle aura à défendre son siège, stratégique pour le contrôle du Sénat, deux ans plus tard. L'un de ses premiers votes est de s'opposer à la nomination de John Ashcroft, longtemps rival de son mari, au poste de procureur général des États-Unis. Au Sénat, elle vote 70 % du temps comme les républicains et fait partie des démocrates les plus conservateurs, en particulier sur les questions budgétaires et militaires. Elle est néanmoins plus progressiste sur les questions de société, étant par exemple en faveur du droit à l'avortement. Elle est considérée par le site OnTheIssues comme une libérale modérée.
Une élection partielle est organisée en 2002 pour la fin du mandat 2001-2006. Candidate du parti démocrate, elle affronte le républicain Jim Talent. Son adversaire met en avant son manque d'expérience, et notamment le fait qu'elle n'a jamais été élue sur son nom. Les derniers sondages la donnent légèrement battue par le républicain. Elle perd de justesse l'élection avec 48,7 % contre 49,8 % pour son adversaire.

### Mort
Jean Carnahan meurt à l'âge de 90 ans le 30 janvier 2024 à Creve Coeur dans un établissement de soins palliatifs du comté de Saint-Louis (Missouri).